# L'Incroyable Burt Wonderstone
Pour plus de détails, voir Fiche technique et Distribution.
L'Incroyable Burt Wonderstone (The Incredible Burt Wonderstone) est une comédie américaine de Don Scardino sortie en 2013.
Il met en vedette Steve Carell, Jim Carrey, Steve Buscemi, Olivia Wilde, Alan Arkin et James Gandolfini.

## Synopsis
Burt Wonderstone et Anton Marvelton s'amusent depuis toujours à faire des tours de magie jusqu'à ce que le duo devienne les magiciens les plus célèbres de Las Vegas; mais un jeune magicien menace de les détrôner avec des tours de moins en moins conventionnels.

## Fiche technique
- Titre original : The Incredible Burt Wonderstone
- Titre français et québécois : L'Incroyable Burt Wonderstone
- Réalisation : Don Scardino
- Scénario : John Francis Daley et Jonathan M. Goldstein, d'après une histoire de John Francis Daley, Jonathan M. Goldstein et Chad Kultgen
- Direction artistique : Keith P. Cunningham
- Décors : Luke Freeborn
- Costumes : Dayna Pink
- Montage : Lee Haxall
- Musique : Lyle Workman
- Photographie : Matthew Clark
- Son : Elmo Weber
- Production : Chris Bender, Steve Carell, Tyler Mitchell et Jake Weiner
- Sociétés de production : BenderSpink, Dark & Stormy Entertainment et New Line Cinema
- Sociétés de distribution :  New Line Cinema
- Budget : 30 millions de dollars
- Pays d’origine :  États-Unis
- Langue originale : anglais
- Format : couleur - 35 mm - 2,35:1 - son Dolby numérique
- Genre : Comédie
- Durée : 100 minutes
- Dates de sortie :
  -  États-Unis : présentation au South by Southwest le 8 mars 2013, sortie nationale le 15 mars 2013
  -  Australie : 14 mars 2013

## Distribution
- Steve Carell (V. F. : Constantin Pappas ; V. Q. : François Godin) : Burt Wonderstone
- Jim Carrey (V. F. : Emmanuel Curtil ; V. Q. : Daniel Picard) : Steve Gray
- Steve Buscemi (V. F. : Jean-Philippe Puymartin ; V. Q. : François Sasseville) : Anton Lovecraft
- Alan Arkin (V. F. : Jean Lescot ; V. Q. : Jacques Lavallée) : Rance Holloway
- James Gandolfini (V. F. : Patrice Melennec ; V. Q. : Benoit Rousseau) : Doug Munny
- Olivia Wilde (V. F. : Barbara Beretta ; V. Q. : Catherine Proulx-Lemay) : Jane
- Brad Garrett (V. F. : Jean-Jacques Nervest) : Dom
- Jay Mohr (V. F. : Éric Aubrahn ; V. Q. : Louis-Philippe Dandenault) : Rick the Implausible
- Fiona Hale (V. F. : Cathy Cerdà) : Grace
- David Copperfield : lui-même

Source et légende : Version française (V. F.) sur RS Doublage et Version québécoise (V. Q.) sur Doublage.qc.ca

## Box-office
The Incredible Burt Wonderstone a rencontré un échec commercial, ne parvenant qu'à engranger que 22 537 881 $ après huit semaines en salles, alors que le film a été tourné pour un budget de 30 millions. À l'étranger, le film a totalisé 4 851 573 $ de recettes.

## Production

### Tournage
Le tournage devait commencer en octobre 2011 à Los Angeles, mais dut être repoussé jusqu'en janvier 2012,, le casting des acteurs principaux n'étant pas achevé en octobre. Le film fut tourné à Las Vegas, mais aussi à Los Angeles et en Californie du Sud. Le tournage s'est terminé le 13 mars 2012.